# David Codey
David Codey (Sydney, 7 luglio 1957) è un ex rugbista a 15 australiano, terza linea del Nuovo Galles del Sud e del Queensland, e 12 volte internazionale per l'Australia.

## Biografia
Cresciuto nelle giovanili del Manly, si trasferì nel 1982 a Orange, nell'entroterra, ed entrò a far parte dell'omonimo club di rugby.
Nel 1983 fu selezionato sia per rappresentare il Nuovo Galles del Sud che l'Australia (esordì durante un test match contro l'Argentina a Brisbane); l'anno successivo divenne il primo, e a tutt'oggi l'unico, rugbista a rappresentare sia il Nuovo Galles del Sud che il Queensland nella stessa stagione sportiva: ciò avvenne in quanto si trasferì a Brisbane ed entrò nei Gallopers a metà del 1984, divenendo idoneo anche a rappresentare lo Stato del Queensland.
Fu poi selezionato per la Coppa del Mondo di rugby 1987 nella quale l'Australia si classificò quarta: nell'incontro valido per il 3º posto contro il Galles Codey stabilì il primato negativo di essere il primo australiano espulso in un test match.
Qualche mese più tardi vestì i gradi di capitano in quello che fu il suo ultimo incontro internazionale, la Bledisloe Cup contro la Nuova Zelanda.
Nel 1988 si ritirò dall'attività.